# Bâtiment de la Banque d'Espagne (Pontevedra)
Le bâtiment de la Banque d'Espagne est un bâtiment de style éclectique du début du XXe siècle situé dans la ville espagnole de Pontevedra.
Il s'agit de l'ancienne succursale du siège de cette entité dans la ville qui a été fermée en 2004 et qui abrite actuellement les offices provinciaux de l'administration périphérique de l'État à Pontevedra.

## Localisation
Le bâtiment du Banco de España à Pontevedra est situé au 28, rue Michelena, dans le centre de Pontevedra, en bordure de la vieille ville.

## Histoire
La Banque d'Espagne avait au XIXe siècle une succursale dans la ville de Pontevedra, située depuis 1886 dans la maison centrale du côté ouest de la place de Teucros, au numéro 8. Les travaux de construction du nouveau bâtiment de la Banque d'Espagne dans la ville ont commencé le 1er novembre 1900,.
La licence a été demandée pour être utilisé comme succursale de la Banque d'Espagne en 1901. L'architecte qui a conçu le bâtiment était José Fermín de Astiz Bárcena, qui est devenu l'architecte de la Banque d'Espagne en 1899 et qui a conçu d'autres succursales dans d'autres capitales espagnoles comme Logroño, Valence, Badajoz, Oviedo, La Corogne ou Santander. Le bâtiment de la Banque d'Espagne à Pontevedra a été inauguré en 1903.
De 1945 à 1949, le bâtiment a fait l'objet d'une importante rénovation selon le projet architectural de Romualdo de Madariaga y Céspedes. C'est l'origine de sa nouvelle structure construite en béton armé, tant au niveau des piliers que des poutres, et de planchers à solives en béton. Le bâtiment a incorporé plusieurs ajouts de combles et de surcombles. L'inauguration des nouveaux bureaux a eu lieu le 2 avril 1949. Seul le rez-de-chaussée était utilisé pour les bureaux de la banque, où se trouvaient la cour des opérations et le demi-sous-sol, avec la chambre forte. Les autres étages étaient utilisés comme logements pour les employés de la banque.
La Banque d'Espagne a fermé son siège dans la ville, comme elle l'a fait dans de nombreuses autres capitales provinciales espagnoles, le 31 décembre 2004.
En juin 2010, le gouvernement espagnol a entrepris une rénovation complète du bâtiment, afin d'y installer différents offices provinciaux de l'administration de l'État : les étrangers (rez-de-chaussée), l'agriculture et la pêche (premier étage), les côtes (deuxième et troisième étage) et les télécommunications (combles). Le surcomble a été démoli et le toit des combles a été aménagé en jardin.
Ces services ont été rejoints à l'arrière, avec une entrée par la cour, par le bureau de délivrance des cartes d'identité du corps national de police d'Espagne du ministère de l'Intérieur le 16 mai 2016. Plus de 100 employés de l'État travaillent dans ce bâtiment.

## Description
Le bâtiment a une superficie de 2859 mètres carrés, divisée en sous-sol, rez-de-chaussée, trois étages et combles. Il dispose également d'un jardin avec des arbres et une pergola en verre. L'intérieur du bâtiment s'articule autour d'une cour centrale dotée d'un lanterneau en verre, qui offre une diaphanéité et une continuité spatiale à chaque étage.
Il s'agit d'un exemple de l'architecture administrative de l'État espagnol du début du XXe siècle, de style éclectique. Il a son entrée principale sur la rue Michelena et une arrière-cour avec entrée sur la rue Fernández Villaverde. 
Le bâtiment présente une grande symétrie et une grande solennité dans ses façades. La porte principale se termine par un arc en plein cintre avec un balcon supérieur en pierre sur des corbeaux. Sur le balcon du bâtiment flottent les drapeaux de l'Espagne, de la Galice et de l'Union européenne. Les éléments en pierre qui encadrent et décorent les fenêtres des façades présentent une décoration géométrique dans leur partie supérieure, qui se termine par des arcs surbaissés.

## Galerie d'images

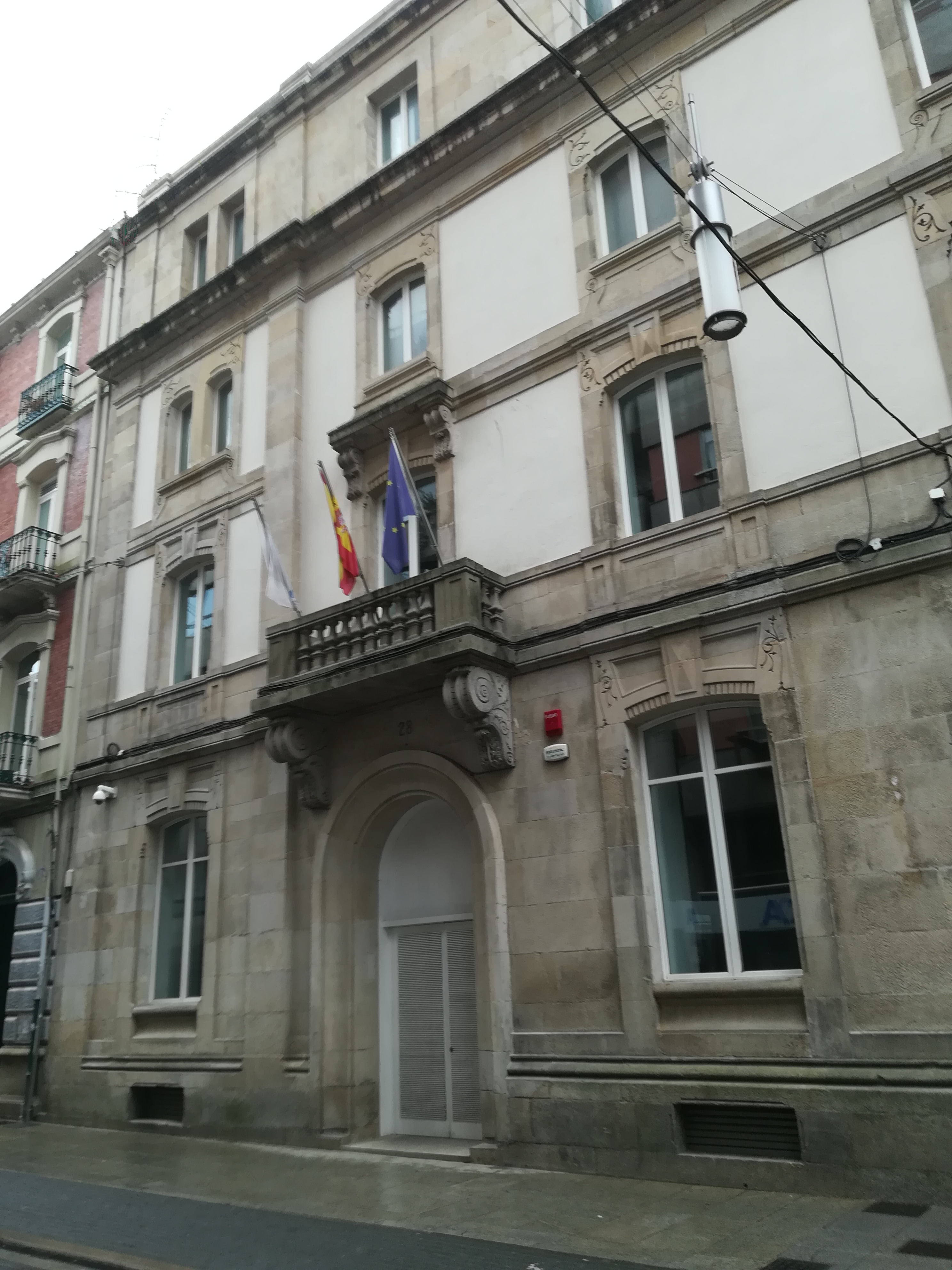
Façade principale de la banque
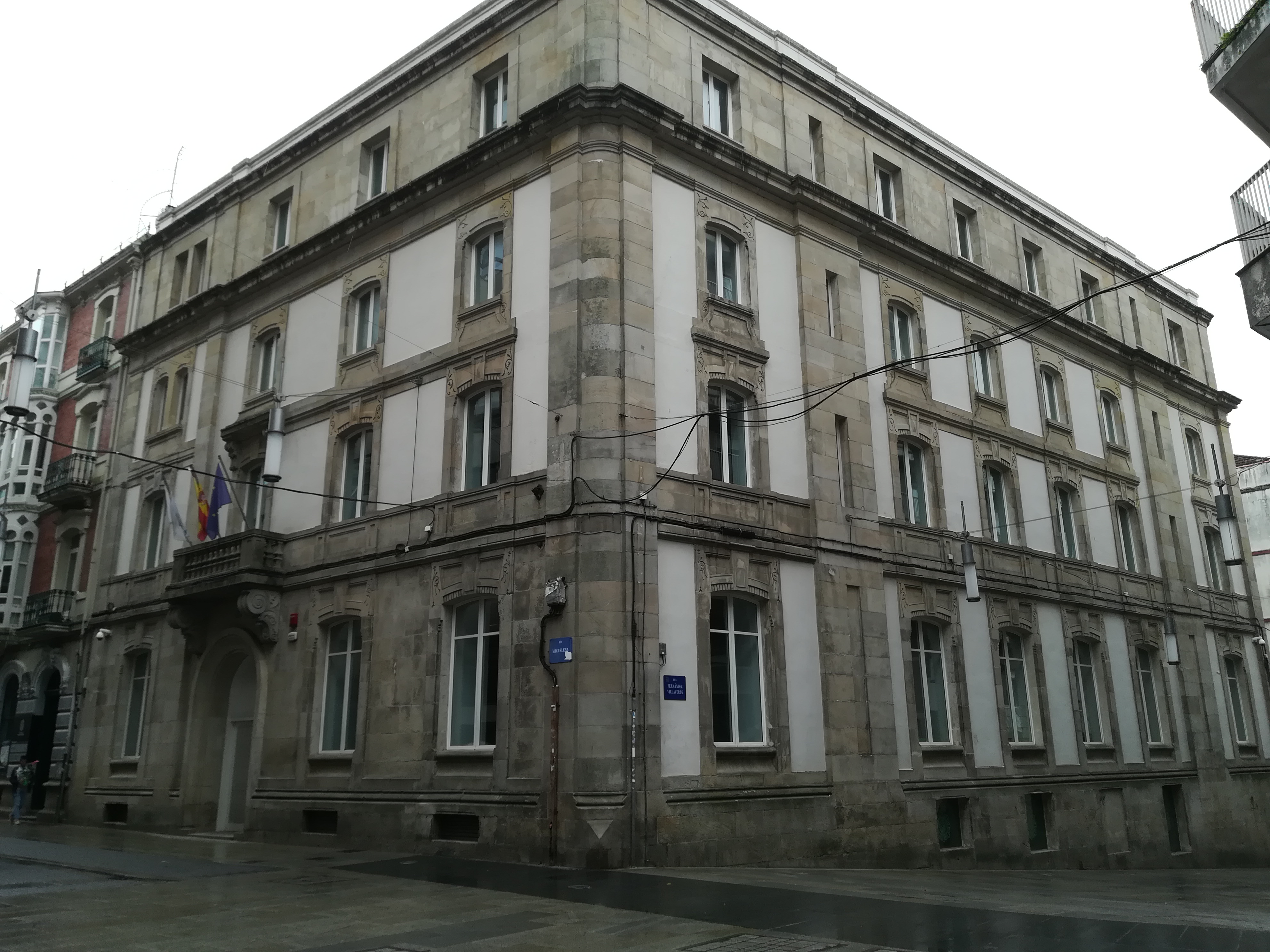
Façades
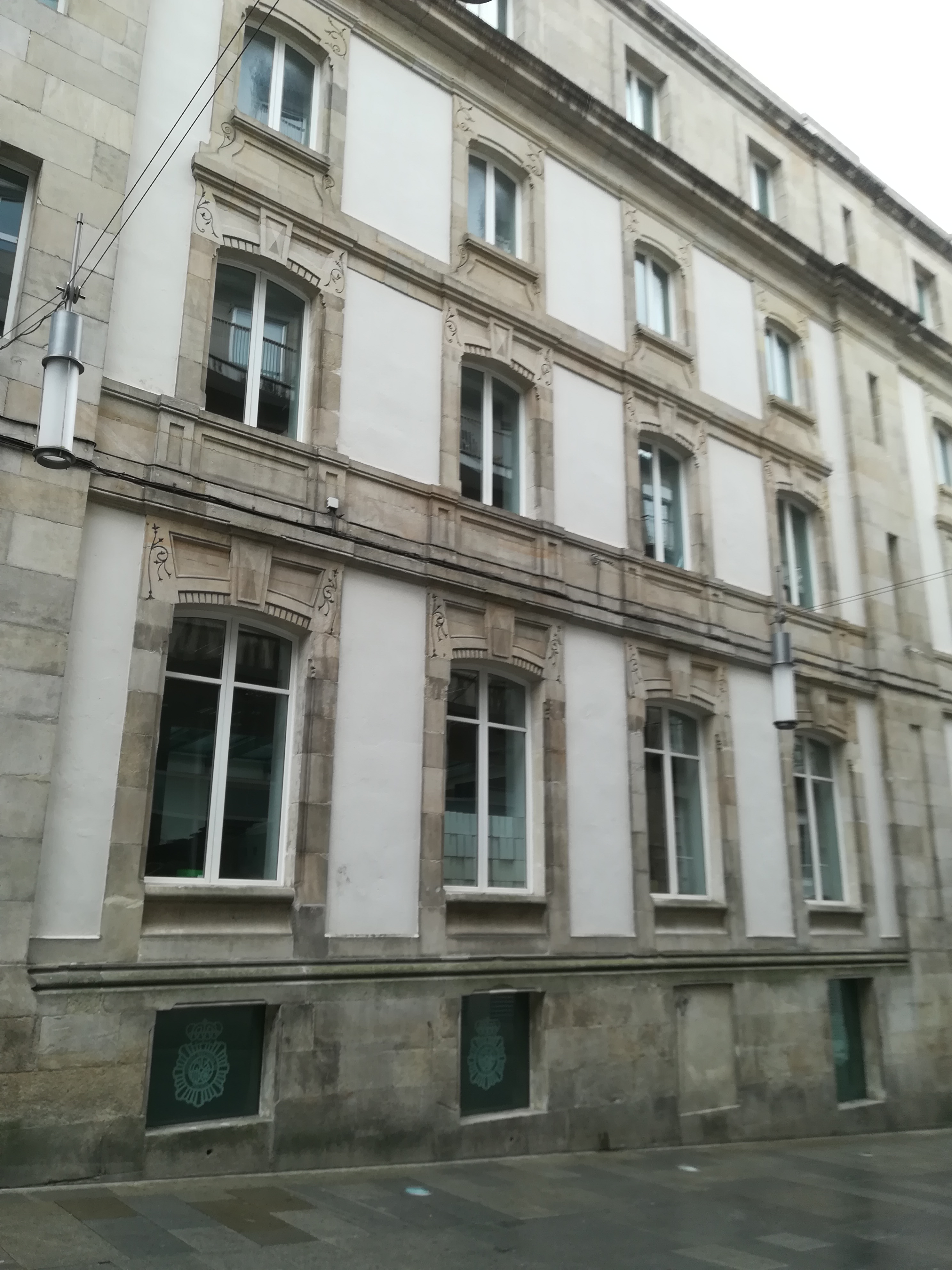
Détail de la façade latérale
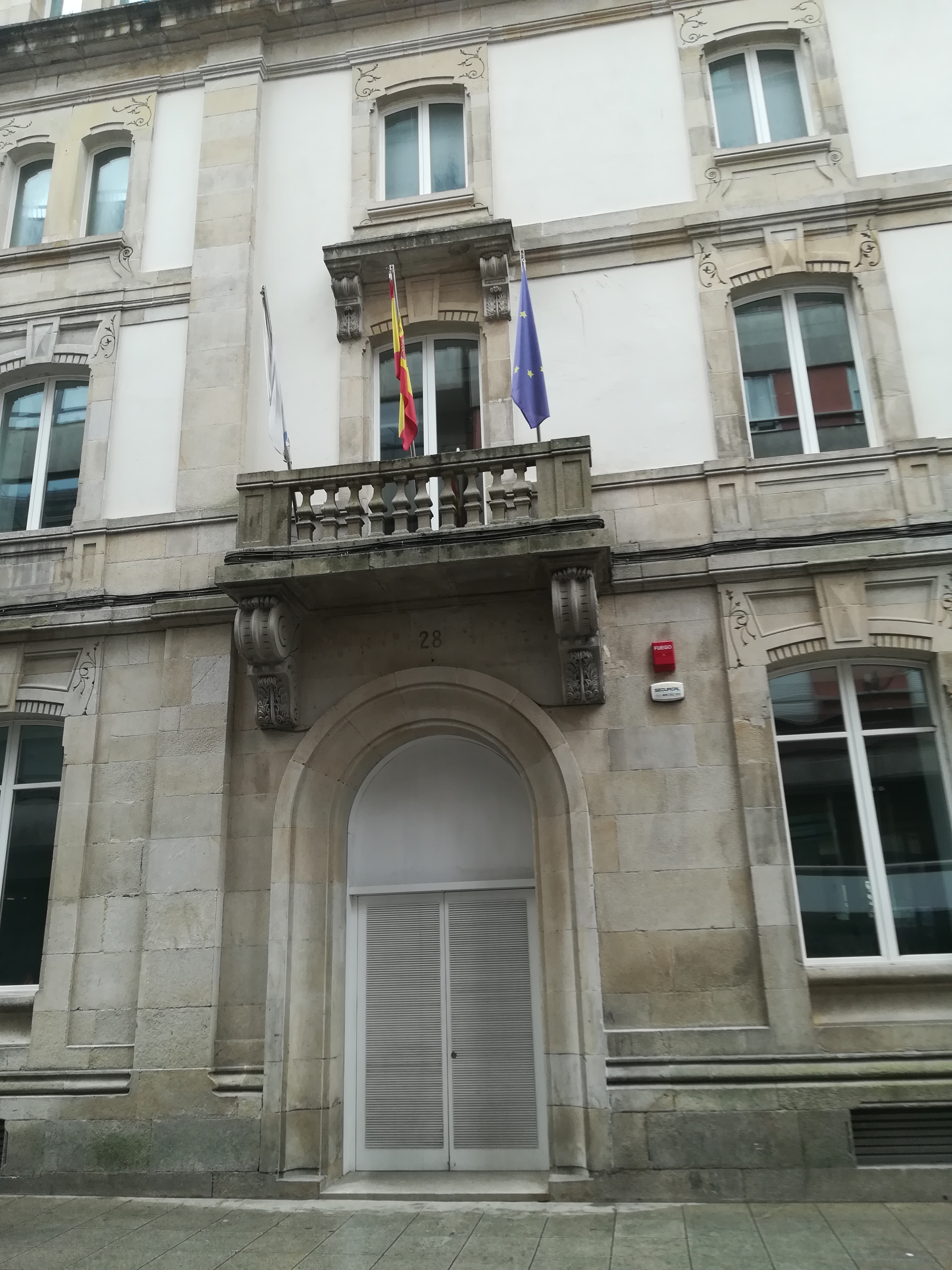
Entrée
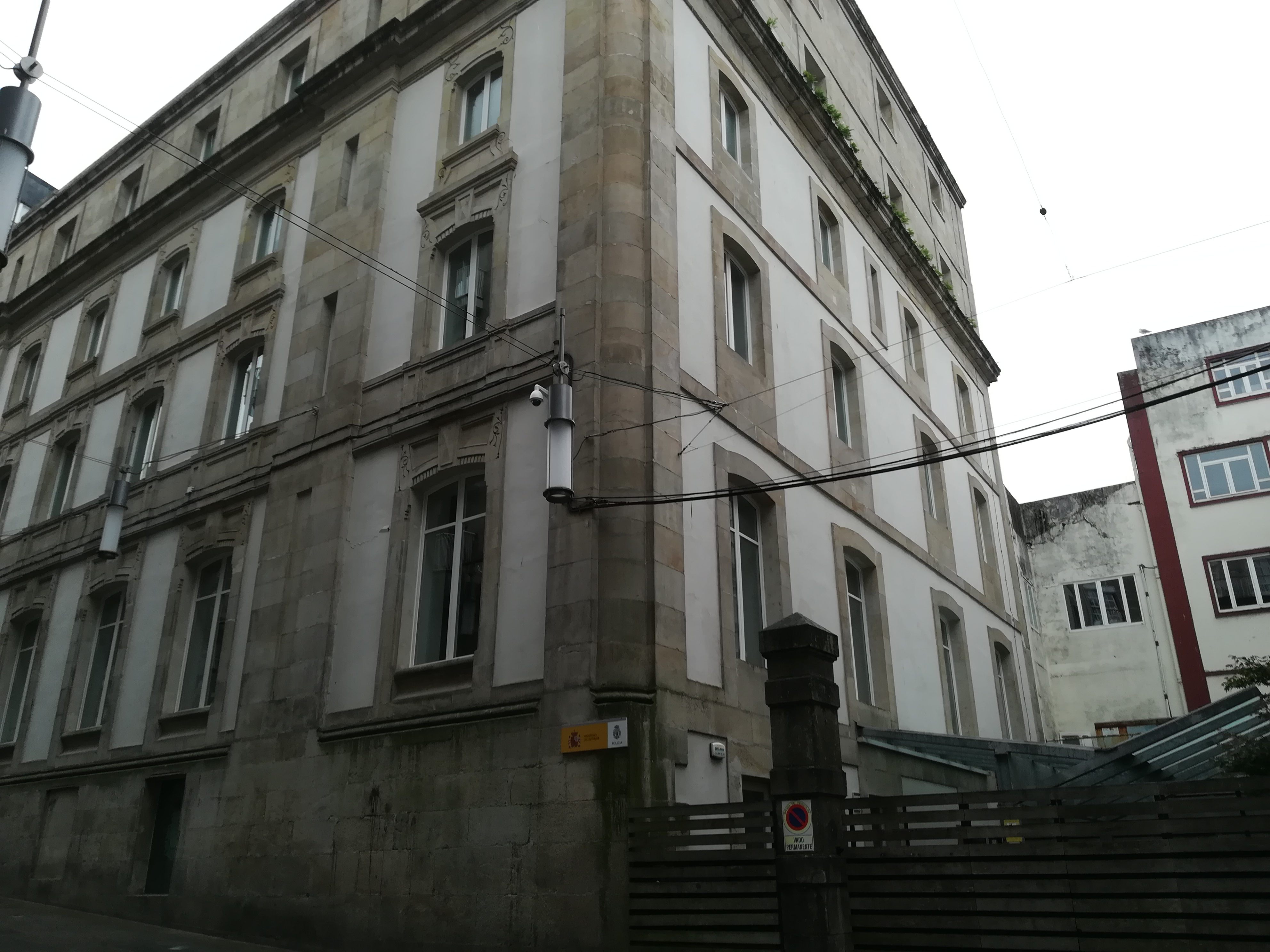
Façade arrière
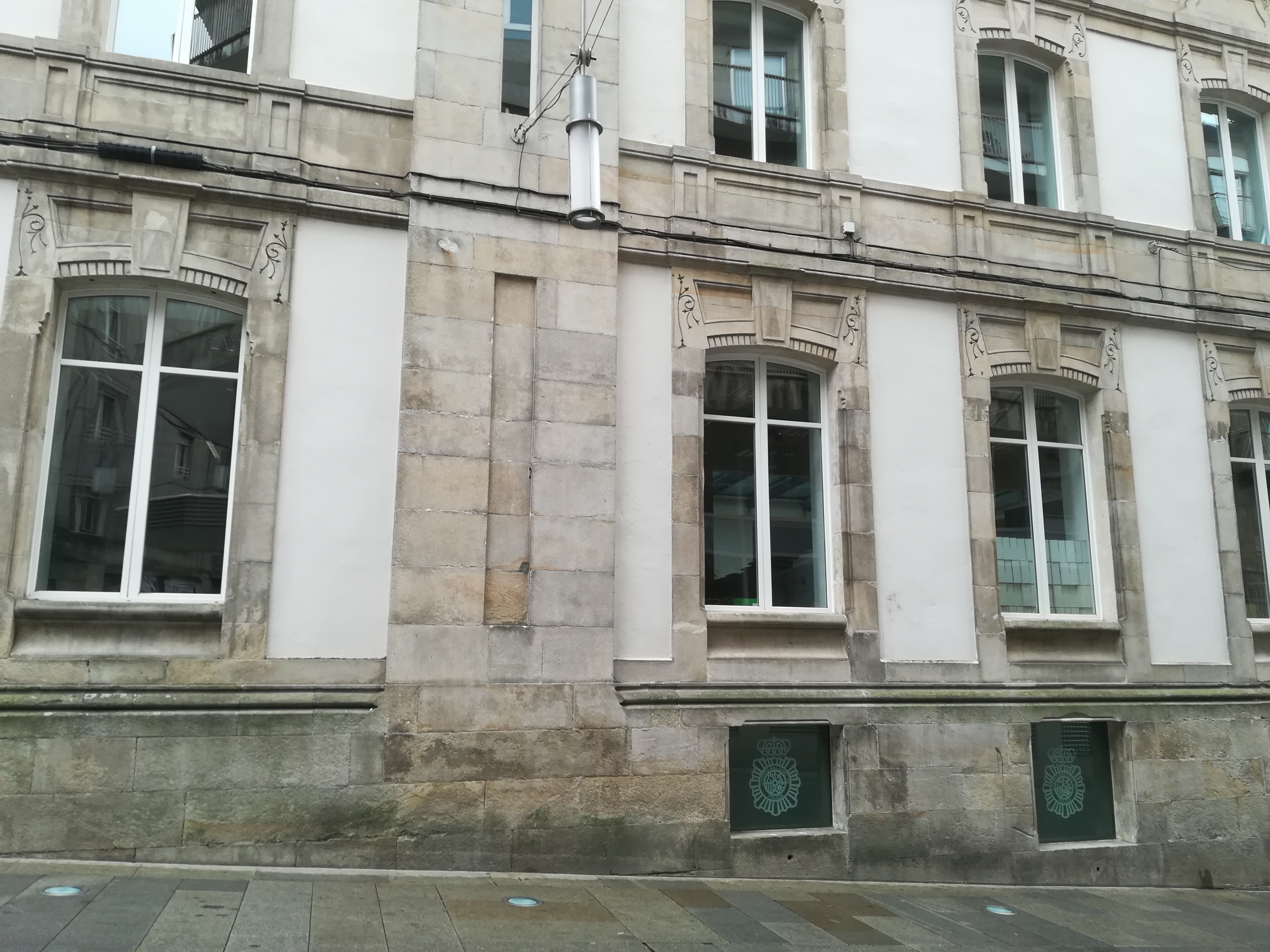
Décoration éclectique
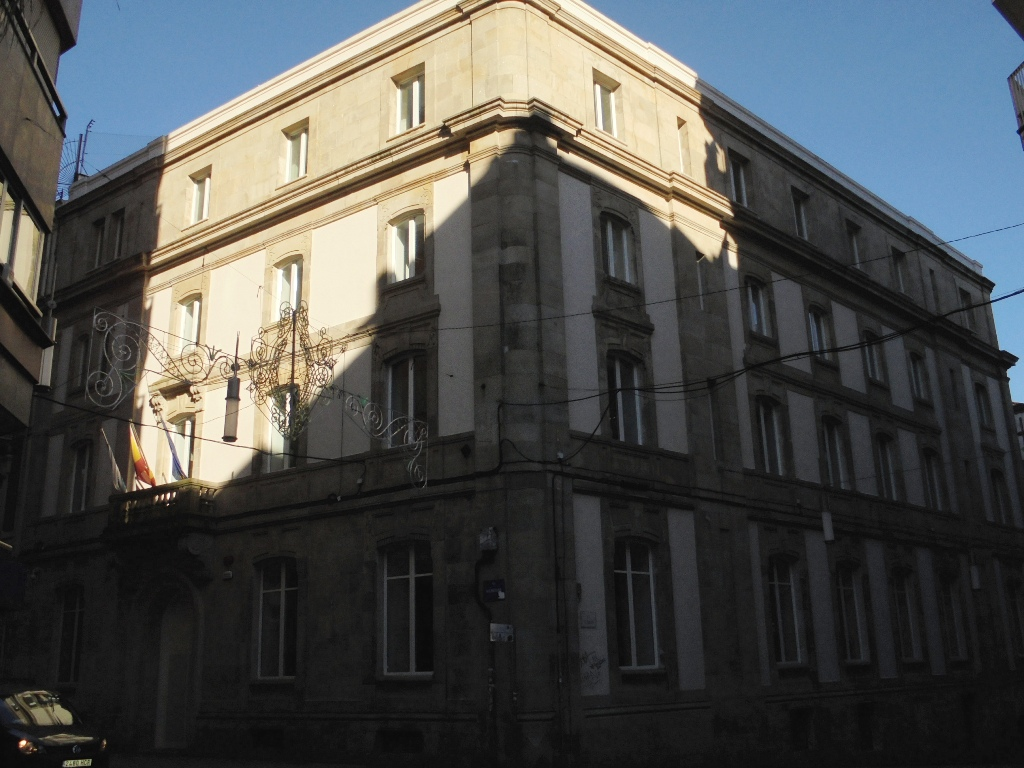
Façades
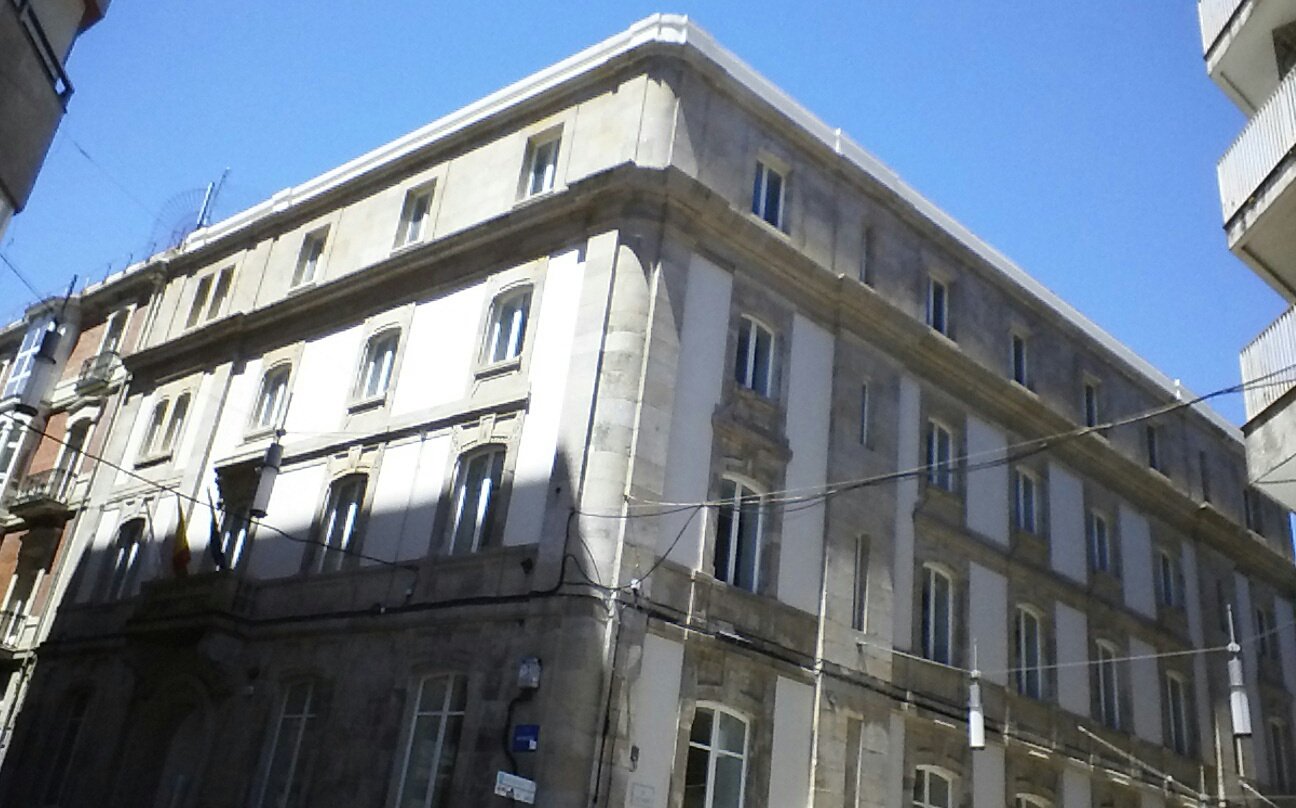
Façade et étages